# Gaioxenus
Gaioxenus pilipalpis es una  especie de coleóptero adéfago de la familia Carabidae y el único miembro del género monotípico Gaioxenus.